# Omar Abreo
Omar Abreo – piłkarz urugwajski noszący przydomek Chaplin, napastnik.
Jako piłkarz klubu Liverpool Montevideo wziął udział w turnieju Copa América 1955, gdzie Urugwaj zajął czwarte miejsce. Abreo zagrał w dwóch meczach - z Ekwadorem (w 80 minucie zmienił Julio Abbadiego) i Peru (w 78 minucie wszedł za Julio Abbadiego).